# Стів Вагнер
Стів Вагнер (англ. Steve Wagner; 6 березня 1984, Гренд-Репідс, Міннесота) — американський хокеїст.

## Кар'єра
Стів Вагнер почав свою кар'єру хокеїста в юніорській лізі США, де він виступав з 2002 по 2004 роки, за клуби: «Де-Мойн Баккенірс» та «Tri-City Storm». Потім Стів провів три роки в «Університеті штату Міннесота, Манкато» (Національна асоціація студентського спорту). 20 березня 2007 року захисник уклав контракт, як вільний агент з клубом НХЛ «Сент-Луїс Блюз», в НХЛ провів 46 матчів, набрав 12 очок (4 + 8), більшість цих двох сезонів Вагнер грав у фарм-клубі «Пеорія Райвермен» (АХЛ). 
Сезон 2009/10 років Вагнер виключно провів в клубі «Пеорія Райвермен», 11 лютого 2010 року його обміняли на Нейта Генена в фарм-клуб «Піттсбург Пінгвінс» Віклс-Беррі/Скрентон Пінгвінс, де він відіграв два сезони. В сезоні 2011/12 років, Вагнер підписав річний контракт з «Адлер Мангейм» (Німецька хокейна ліга).